# Antarktický poloostrov

Celková situace Antarktidy

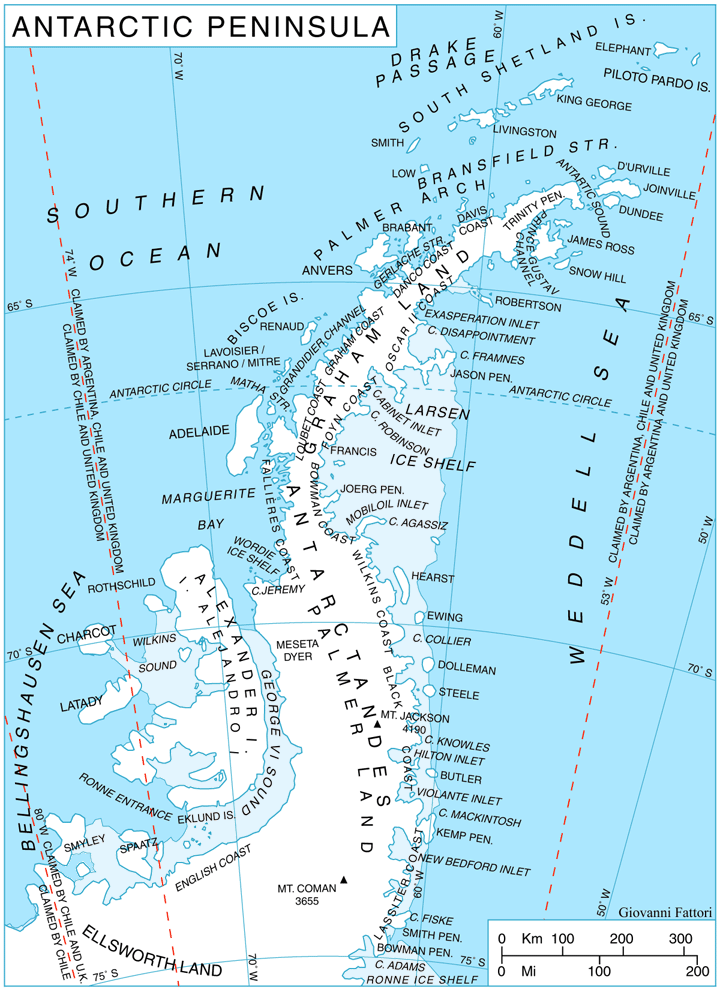
Detail Antarktického poloostrova

Antarktický poloostrov (anglicky Antarctic Peninsula) je nejsevernější část pevninské Antarktidy, čnící severozápadním směrem k nejjižnějšímu cípu Jižní Ameriky vzdálené cca 1000 km.

## Situace
Nachází se přibližně mezi 57. a 75. stupněm západní zeměpisné délky, z antarktické pevniny vystupuje zhruba na 75° jižní zeměpisné šířky, končí asi na 63°. Jeho plocha je přibližně 300 000 km², na délku měří asi 1300 km, je částečně zaledněný a má velmi členité pobřeží. Jeho širší jižní část (až 200 km) nese historické jméno Palmerova země a užší severnější (jen 40 až 100 km) Grahamova země, hranice mezi nimi probíhá přibližně na 69° jižní zeměpisné šířky. Na Grahamovou zemi ze severu navazuje ještě kratičký poloostrov Trinity kterým je celý Antarktický poloostrov zakončen.
Přibližně v polovině Antarktického poloostrova probíhá jižní polární kruh.
Z východu je omýván Weddellovým mořem a ze západu Bellingshausenovým mořem, u pobřeží je mnoho ostrovů většinou spojených ledem s pevninou. Jihovýchodní okraj lemuje Larsenův šelfový ledovec o ploše asi 86 000 km².

## Geologie
Poloostrov je geologicky odlišný od velice staré antarktické pevniny, tvořené pevninskou platformou. Přes jeho území přechází horský systém s alpinskou morfologií, je vlastně pokračováním jihoamerických And, s kterými je spojen podmořským horským hřbetem tzv. Skotským obloukem. Hornatý povrch poloostrova dosahuje výšky až 4191 m n. m. (Mount Jackson). Nízký věk zdejšího pohoří určuje i charakter zalednění, nejsou zde jako na centrální antarktické pevnině rozsáhlé ledovcové štíty, ale visuté vrcholové a údolní ledovce horského typu. Z těch se tvoří ledovce úpatní které se po částech odlamují do moře.

## Klima
Podnebí na Antarktickém poloostrově lze charakterizovat jako „mořsko-antarktické“, které se odlišuje od „kontinentálně-antarktického“ panujícího v centru Antarktidy. Nachází se pod jižním okrajem Antarktické konvergence a na počasí má převládají vliv Jižní oceán. Nad poloostrovem vznikají jako následek střetů mořských a kontinentálních vzdušných proudů časté cyklóny a frontální systémy. Často zde vanou větry o velké rychlosti a pro počasí je příznačná značná proměnlivost. Teploty jsou zde v porovnání s kontinentální Antarktidou příznivější, v létě vystupují na +10 až +15 °C a v zimě klesají „jen“ k −40 °C. V zimním období je poloostrov sevřen i několik metrů tlustým ledovým krunýřem Jižního oceánu a je nedostupný. Roční úhrn srážek činí asi 500 mm, což je asi 10krát více než v centrální Antarktidě, na západní straně poloostrova prší více než na východní. V létě je zde 70 % dnů zamračeno, často zde drobně prší a na severu jsou zhusta mlhy.

## Flora a fauna
V pobřežních oblastech Antarktidy se občas vyskytují lišejníky (např. provazovka), ale na poloostrově rostou i krytosemenné rostliny: tráva metlice antarktická (Deschampsia antarctica) a bylina z čeledě hvozdíkovitých Colobanthus quitensis.
Okolní Jižní oceán je hluboký a velice bouřlivý, dokáže z hloubek vynášet k povrch živiny a dostatečně okysličovat vodu, která je zde velmi úživná. Žije v ní hodně řas, planktonu i krilu a následně také hodně větších živočichů kteří se živí těmi menšími atd., až po největší velryby. Na tomto mořském bohatství jsou také závislí na poloostrově nebo přilehlých skalnatých ostrovech rozmnožující se tuleni a z ptáků tučňáci, buřňáci, buřňáčci, kormoráni, štítonosi, chaluhy, rybáci i racci živící se krilem, rybami, korýši i hlavonožci. Vyjma ploutvonožců zde savci nežijí.

## Historie
O objevení Antarktického poloostrova v roce 1820, nejsevernější a tudíž i nejpřístupnější část Antarktidy, se hlásí ruská vědecká výprava kterou vedl Němec Fabian Gottlieb von Bellingshausen, američtí lovci tuleňů v čele s Nathanielem Palmerem a britská expedice pod vedením Edwarda Bransfielda. Za nejpravděpodobnějšího objevitele je v současnosti považován Bellingshausen. Až výprava Australana Johna Rymila v roce 1937 prokázala, že se skutečně jedná o poloostrov a ne pouze o skupinu v ledu zamrzlých ostrovů.
Územní nároky na poloostrov, v rámci rozdělení Antarktidy mezi tehdejší mocnosti, si činila Velká Británie. V roce 1940 vznesla na tamní oblast svůj nárok Argentina a roku 1942 i Chile (využily zaneprázdnění Velké Británie ve 2. světové válce) a dokonce jej začlenily do svého území. V roce 1961 vstoupila v platnost tzv. washingtonská Smlouva o Antarktidě (v ČR zákon č. 276/2003 Sb. o Antarktidě …), ve které se mj. zúčastněné země zavázaly po dobu platností smlouvy zakonzervovat rozdělení Antarktidy mezi jednotlivé země podle stavu z roku 1959, ale zároveň tato vlastnická práva neuplatňovat. Tato smlouva byla v roce 1991 doplněna tzv. Madridským protokolem zabývající se i ekologií a využitím Antarktidy.

## Lidé
Přestože poloostrov nemá trvale žijící obyvatele, je na něm a přilehlých ostrovech vzhledem k nejmírnějšímu podnebí nejčilejší ruch z celé Antarktidy. Koncentrují se tam vědecké stanice z mnoha zemí světa. Také se do této oblasti v krátkém letním období vypravují vyhlídkové lodě s turisty toužící za nemalý peníz alespoň vystoupit na antarktickou pevninu. Koncem léta většina výzkumníků odjíždí.
Téměř u konce poloostrova, ve Weddellově moři, je ostrov Jamese Rosse, na jehož severním odledněném okraji v létech 2005 až 2006 vybudovala Masarykova univerzita z Brna českou antarktickou výzkumnou základnu s letním provozem Mendelovou polární stanici, která je pojmenována po meteorologu a zakladateli moderní genetiky Johannu Gregoru Mendelovi.

## Ekologie
Na Antarktickém poloostrově se nejvíce projevuje globální oteplování, stoupla zde za 50 let průměrná teplota o 2,5 až 3 °C. Také ultrafialové záření působí přes zdejší ozonovou díru zhoubně na živočichy žijící na pevnině i v přilehlém oceánu. Je zde zakázaná těžba jakýkoliv nerostů i lov zvířat, dokonce se zde nesmějí dovážet zvířata která zde nejsou původní (např. psi). Pevné odpady které vyprodukují vědecké expedice se musí odvézt, odpadní vody před vypuštěním do moře procházejí čističkou. Celá Antarktida smí být využívána pouze k mírovým a vědeckým účelům.